# 390-я стрелковая дивизия (1-го формирования)
390-я стрелковая дивизия — воинское соединение Вооружённых Сил СССР в Великой Отечественной войне.

## История

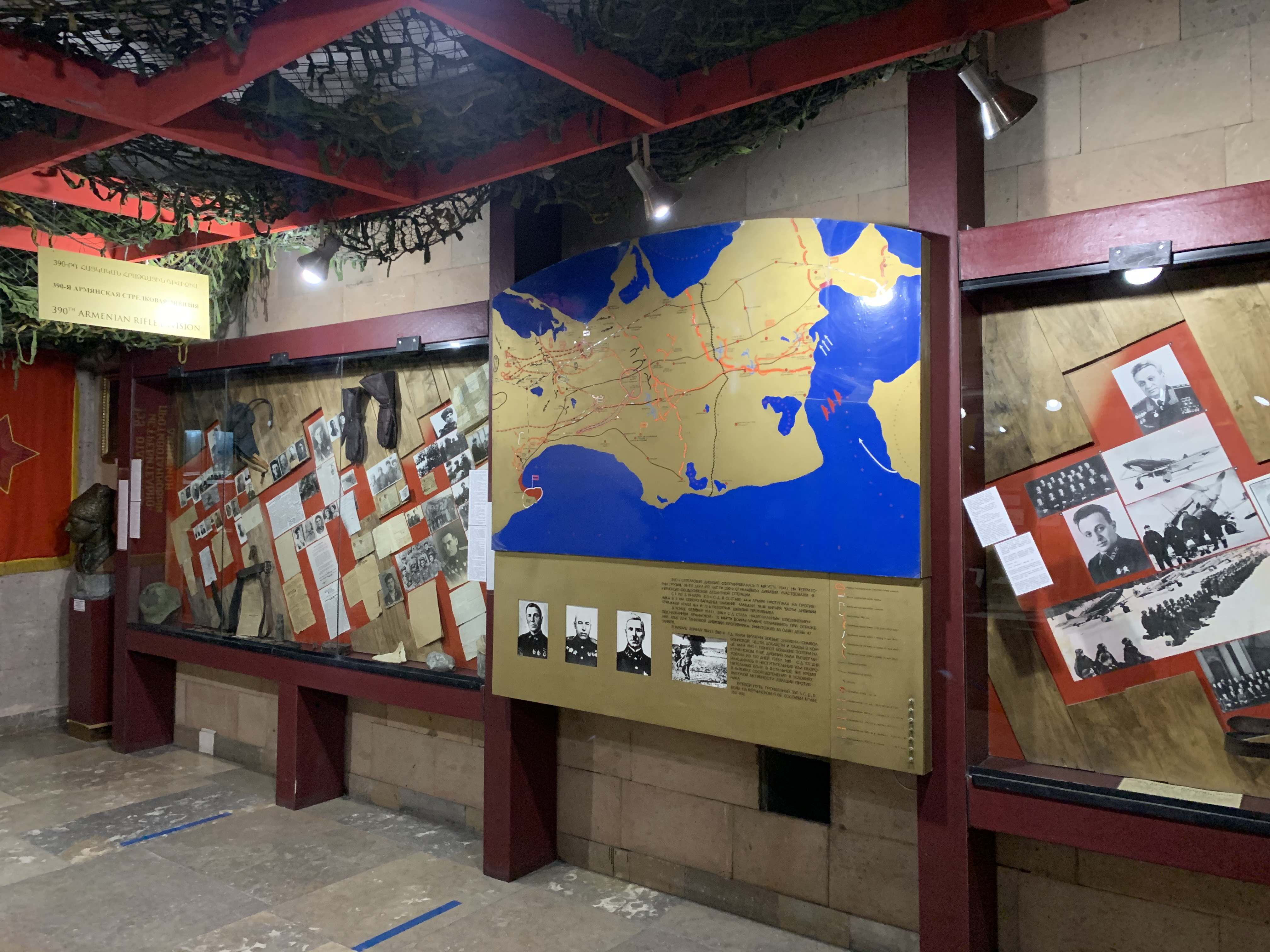
Экспозиция Военного музея «Мать Армения», посвящённая боевому пути дивизии

Сформирована в сентябре-октябре 1941 на Закавказском фронте в рамках реализации постановления ГКО СССР № 459сс от 11.08.1941.
Из 10 252 военнослужащих, имевшихся в дивизии после формирования, 8 979 раньше никогда не держали в руках оружия. Большую часть рядового состава составляли крестьяне армянской и азербайджанской национальностей, тогда как младшие командиры и политруки были русскими и грузинами.
После завершения формирования первоначально продолжала дислоцироваться в Закавказье. В действующую армию поступила 23.11.1941 на основании директивы Ставки ВГК № 005070 от 22.11.1941, войдя в состав 51-й армии. Первоначально соединение было задействовано на обороне Черноморского побережья.
В рамках Керченско-Феодосийской десантной операции (26.12.1941-02.01.1942) соединение в составе 51-й армии высадилось в районе Феодосии и в дальнейшем действовало в Крыму.
С февраля 1942 дивизия использовалась как армянская национальная. Создание национальных дивизий имело военно-политическую цель, так как преодоление языкового барьера позволило бы укрепить боевой дух и обеспечить тем самым сплоченность личного состава и повышение его боеспособности. ЦК Коммунистических партий Закавказских союзных республик из числа советского и партийного актива выделили и направили на Крымский фронт несколько сот партработников. Они же, для выпуска многотиражек, обеспечили дивизию квалифицированными кадрами и материально-технической базой.
В ночь на 18 марта 1942 года для развития успеха в Корпечь и в район южнее были направлены 398-я и 390-я стрелковые дивизии и 55-я танковая бригада. 19 марта 1942 года вновь введённые войска приступили к развитию наступления, и сумели немного потеснить противника, но затем были вынуждены вернуться на исходные позиции. В это время немецкое командование нанесло контрудар силами 22-й танковой дивизии в левый фланг 51-й армии в общем направлении Владиславовка — Корпечь. 22-я танковая дивизия насчитывала на тот момент 77 PzKpfw.38(t), 45 PzKpfw II и 20 PzKpfw IV. Сначала удар пришёлся по позициям 390-й стрелковой дивизии, но в ожесточённом бою советские войска сумели отбить атаку. Следующая атака последовала на позиции 398-й стрелковой дивизии, и в результате немецкие войска сумели ворваться в Корпечь, где разгорелись тяжёлые бои. В 15:30 20 марта 1942 года была предпринята мощная атака основными силами 22-й танковой и 170-й пехотной дивизий в стык 390-й стрелковой дивизии и 83-й морской стрелковой бригады. К концу дня советское командование ввело в бой 143-ю стрелковую бригаду, усиленную 40-й и 55-й танковыми бригадами, 456-м пушечным артиллерийским полком и двумя дивизионами реактивных миномётов на базе Т-60. Удар был мощным и немецкие войска, понеся серьёзные потери, откатились назад.
26 марта 1942 года советские войска достигли небольшого успеха, наступая на Кой-Асан: части 390-й стрелковой дивизии и 143-й стрелковой бригады с 40-й танковой бригадой, сумели ворваться в укреплённый узел Кой-Асан, где бои велись до 29 марта 1942 года, но в конечном итоге, советские войска отошли на прежние рубежи.
К моменту начала майского наступления германской 11-й армии на Керченском полуострове (8-20 мая 1942) дивизия находилась примерно в 15-20 километрах к востоку от линии фронта, штаб дивизии дислоцировался в селе Агибель (ныне Луговое). Уже к 10 мая на этот рубеж вышли немецко-румынские части. В ходе дальнейших боёв дивизия была уничтожена и официально расформирована 14 июня 1942 года.

## Подчинение
- Закавказский фронт — с августа по сентябрь 1941 года
- Закавказский фронт, 46-я армия — с сентября по 23.11.1941 года
- Закавказский фронт, 51-я армия — с 23.11.1941 по 30.12.1941
- Кавказский фронт, 51-я армия, с 30.12.1941 по 28.01.1942
- Крымский фронт, 51-я армия — с 28.01.1942 по май 1942 года

## Состав
- 784-й стрелковый полк
- 789-й стрелковый полк
- 792-й стрелковый полк
- 954-й артиллерийский полк
- 147-й отдельный истребительно-противотанковый дивизион
- 182-я зенитная батарея (678-й отдельный зенитно-артиллерийский дивизион)
- 676-й миномётный дивизион
- 453-я разведывательная рота
- 672-й сапёрный батальон
- 842-й отдельный батальон связи
- 476-й медико-санитарный батальон
- 469-я отдельная рота химический защиты
- 506-я автотранспортная рота
- 814-я полевая хлебопекарня (214-й полевой автохлебозавод)
- 816-й дивизионный ветеринарный лазарет
- 1449-я полевая почтовая станция
- 720-я полевая касса Госбанка

## Командиры
- 19.08.1941 — 23.02.1942 Виноградов Иван Гаврилович, полковник
- 24.02.1942 — 29.03.1942 Закиян Семён Григорьевич, полковник
- 30.03.1942 — 18.04.1942 Людников Иван Ильич, полковник
- 19.04.1942 — 14.06.1942 Бабаян Амаяк Григорьевич, полковник